# بيت بن حسن ناجي (حالمين)

تعديل مصدري - تعديل

بيت بن حسن ناجي هي إحدى قرى عزلة حبيل الريدة بمديرية حالمين التابعة لمحافظة لحج، بلغ تعداد سكانها 47 نسمة حسب تعداد اليمن لعام 2004.